# Klasična filologija
Klasična filologija je humanistička znanstvena disciplina koja proučava jezik, književnost, povijest, filozofiju, umjetnost i druge aspekte grčkog i rimskog svijeta tijekom perioda koji je poznat pod nazivom "antika" i koji je trajao od početaka grčke pismenosti do kraja 5. i početka 6. stoljeća nove ere.
Temeljne discipline u okviru klasične filologije jesu:
- lingvistika, koja se bavi deskriptivnom, povijesnom i komparativnom gramatikom grčkog i latinskog jezika, ali uključuje i druge jezike – značajne osobito za oblast komparativne filologije – kao što su linear A, sanskrt, hebrejski, etruščanski, osački i drugi italski jezici, maloazijski i starobalkanski jezici i drugi;
- kritika teksta, čiji je cilj da utvrdi – koliko je to moguće – točan tekst nekog grčkog ili rimskog pisca, s obzirom na fragmentarno stanje antičke književnosti kakva je došla do nas i na mnogobrojne razlike u čitanju na koje se nailazi u različitim kasnoantičkim i srednjovijekovnim rukopisima;
- povijest književnosti, koja proučava grčka i rimska književna djela, ali tako da uključuje cjelokupnu pisanu baštinu Grka i Rimljana, bez obzira na njihovu književno-umjetničku vrijednost, pa i ona djela koja su se očuvala samo fragmentarno ili su samo spomenuta u drugim antičkim djelima, te koja također pokušava utvrditi utjecaj antičke književnosti na kasnije književne periode, vrste i autore, od srednjeg vijeka do danas.

S obzirom na to da je – kako zbog fragmentarne očuvanosti antičkih tekstova, tako i zbog velike različitosti antičkog društva u odnosu na kasnije povijesne periode – za ispravno razumevanje antičkih tekstova, u njihovoj cijelosti i u detaljima, nužno poznavanje svih aspekata antičkog života, to klasična filologija obuhvaća i sljedeće sporedne discipline:
- povijest starog vijeka, koja proučava političku, društvenu, vojnu i gospodarstvenu povijest grčkog i rimskog svijeta,
- klasične starine (ponekada se rabi i termin "kulturna povijest klasičnog svijeta", premda on nije sasvim sinoniman), koja proučava svakodnevne običaje ljudi koji su živjeli u grčko-rimskom svetu od minojske kulture do kasnoantičkog razdoblja;
- klasična arheologija, koja proučava materijalne ostatke iz starog vijeka,
- povijest umjetnosti, koja na osnovu arheoloških i tekstualnih podataka proučava materijalnu kulturu Grka i Rimljana s točke gledišta estetike,
- numizmatika, koja proučava novac koji se rabio u antici,
- epigrafija, koja proučava natpise koji su se očuvali iz razdoblja antike, bilo da su napisani na kamenu, metalu ili nekom drugom materijalu,
- papirologija, koja proučava papiruse na kojima su se očuvali neki antički tekstovi,
- antička filozofija, koja proučava filozofsku, a često i znanstvenu misao u najširem smislu, koja se razvijala u antičkom razdoblju,
- povijest religije, koja proučava antičku religiju, mitologiju i vjerske rituale.

S obzirom na veliku vremensku i idejnu udaljenost antičke kulture od suvremenog čovjeka, te na zahtjeve za poznavanjem cjelokupne stvarnosti grčko-rimskog svijeta, kako se on razvijao u razdoblju od preko tisuću godina, Friedrich Nietzsche je, pomalo pesimisitički, primijetio: "Kad se osvrnem na razvitak jednog [klasičnog] filologa, mogu primijetiti sljedeće: 1. Mlad čovjek ne može nikako spoznati kakvi su Grci i Rimljani zapravo bili. 2. On čak ni ne zna da li je kadar za to da stekne spoznaju o njima" (Unzeitgemässe Betrachtungen).

## Vanjske poveznice
- Ancient Library.com